# Louis-Albert de Brancas
Louis-Albert, comte de Brancas, duc de Céreste, est un militaire et homme politique, né le 8 octobre 1764 à Paris et mort le 28 septembre 1851 à château de Fourdrain.

## Biographie
Louis-Albert de Brancas est issu du troisième mariage du duc Louis II. de Brancas (de) avec Catharina van Neukirchen genaamd Nijvenheim. 
Chevalier de Malte dès le berceau, il émigre en 1791, fait à l'armée des princes la campagne de 1792, puis passe dans les uhlans britanniques et sert quelque temps en Hollande. 
Rentré en France sous gouvernement consulaire, il devient, en 1807, chambellan de Napoléon Ier. Celui-ci le nomme adjudant commandant de la place de Paris, le 8 janvier 1814. 
La Restauration le fait chevalier de l'ordre de Saint-Louis, colonel de la légion départementale de l'Aisne, officier de la Légion d'honneur en 1821, et gentilhomme honoraire de la chambre.
Le 27 janvier 1830, il est nommé pair de France. Il refuse de prêter serment au régime de Juillet.
Il épouse Pauline-Henriette de Monestay-Chazeron (1776-1858) à Paris le 16 août 1797 dont il n'eut pas d'enfants.

## Sources
- « Louis-Albert de Brancas », dans Adolphe Robert et Gaston Cougny, Dictionnaire des parlementaires français, Edgar Bourloton, 1889-1891 [détail de l’édition]